# Alžirski rat za nezavisnost
Alžirski rat za nezavisnost označava borbu Alžiraca za nezavisnost svoje države od francuske vlasti. Rat je trajao od 1954. do 1962. godine i, kao svaki rat, imao je mnogo žrtava, nažalost i mnogo civila.

## Situacija prije rata
Francuzi su počeli s invazijom na Alžir još 1830. Zemlju su osvajali korak po korak, sve dok im se Abd el-Kader nije suprotstavio. Naime, otpor Alžiraca u zapadnom Alžiru je počeo 1832. i pod vodstvom Abd el-Kadera bio je veoma uspješan. Tek nakon 17 godina uporni Francuzi su uspjeli i slomili otpor Abd el-Kaderove vojske.
1848. je Alžiru ukinut kolonijalni status, te je prihvaćen kao integralni dio Francuske. Nakon Drugog svjetskog rata došlo je do teških nemira te masakra nad Alžircima, koji su nakon 9 godina prerasli u Alžirski rat za nezavisnost. 

## Tijek rata
Budući da nakon Drugog svjetskog rata Francuska još uvijek nije priznavala nezavisnost Alžira, zbog činjenice da je tada u Alžiru živjelo 800.000 francuskih useljenika, alžirska oslobodilačka fronta (FLN) je počela 1. studenog 1954. oružanu bitku za neovisnost. Ovaj datum je poslije postao nacionalni praznik. Sukob se širio, jer je Alžir dobivao potporu od Tunisa i tada "de facto" neovisnog Maroka. Francuske trupe su se pojačale na 500.000 vojnika. Veliki doprinos francuskoj regularnoj vojsci dala je i poznata Legija stranaca. Nakon pojačanja Francuzi su uspjeli doći do djelomičnih uspjeha. Tako su Francuzi 1957. predvođeni generalom Jacquesom Massuom porazili FLN. Iako je Francuska bila mnogo jača, nije bilo moguće da osvoji i uspostavi vlast nad cijelim Alžirom. Događale su se mnoge demonstracije, ali Francuzi su sve ustanke gušili silom. Alžirski rat za nezavisnost je jedan od najgorih i najkrvavijih ratova u povijesti. Masakri i ubijanja civila su bili prisutni na objema stranama. 
No tada se dogodilo nešto, što će se poslije pokazati odlučnim za kraj rata i proglašavanje Alžirske neovisnosti. Naime, francuski narod je vidio i čuo što se u Alžiru događa, te je i reagirao. Tražili su prekid rata u Alžiru i bili su spremni prihvatiti alžirsku nezavisnost. 1961. na organiziranom referendumu 78% stanovnika Francuske izjasnilo se za prekid rata i povlačenje francuskih vojnika iz Alžira. No, to nažalost nije bio kraj rata, jer takvu odluku nisu podržavali francuski useljenici u Alžir i jedan dio vojske. Francuski useljenici osnovali su tajnu organizaciju OAS, koja je vršila mnoge terorističke napade na Alžirce, koji su na taj teror odgovorili protuterorom. 17. listopada 1961. FLN organizira prosvjed u Parizu, na kojem je sudjelovalo 30.000 Alžiraca. Policija u Parizu je spriječila prosvjede, tako što je pucala u masu ljudi. Taj dan ubijeno je oko 200 Alžiraca, čija su tijela bacana u Seinu, a 14.000 bilo je uhićeno i dopremljeno na sportske stadione.
Poslije dugih pregovora francuski predsjednik Charles de Gaulle je potpisao 18. ožujka 1962. Evijanski sporazum, kojim je Alžircima dozvoljeno samoopredjeljenje. Kad su to čuli francuski useljenici u Alžiru, odmah su masovno pošli bježati u Francusku, iako su im sva prava bila zagarantirana. 1. lipnja 1962. Alžirci su na referendumu odlučili o nezavisnosti Alžira. Oko 99% odlučilo se za potpunu neovisnost i stvaranje Alžirske narodne demokratske republike. 3. lipnja neovisnost je priznala i Francuska.

## Žrtve
Prema francuskim podacima:
- 17.459 francuskih vojnika

- 350.000 alžirskih muslimana (civila)

- 162.000 alžirski vojnika

Prema alžirskim podacima:
- 300.000 alžirskih vojnika

- 1,5 milijuna alžirskih muslimana (civila)

150.000 alžirskih muslimana, koji su pomagali francuskoj vojski, bili su od iste te vojske razoružani i prepušteni sudbini. Skoro svi su bili ubijeni strašnim mučenjima od strane FLN-a. Nekih 10.000 uspjelo je pobjeći u Francusku.